# Hasbergen (Delmenhorst)
Hasbergen ist ein Ortsteil der Stadt Delmenhorst in Niedersachsen. Bis zu der Eingemeindung am 1. Mai 1974 bildete Hasbergen zusammen mit den umliegenden Ortschaften die Gemeinde Hasbergen. Nach Auflösung der Gemeinde als Gebietskörperschaft blieb die Kirchengemeinde Hasbergen jedoch erhalten.

## Geographie

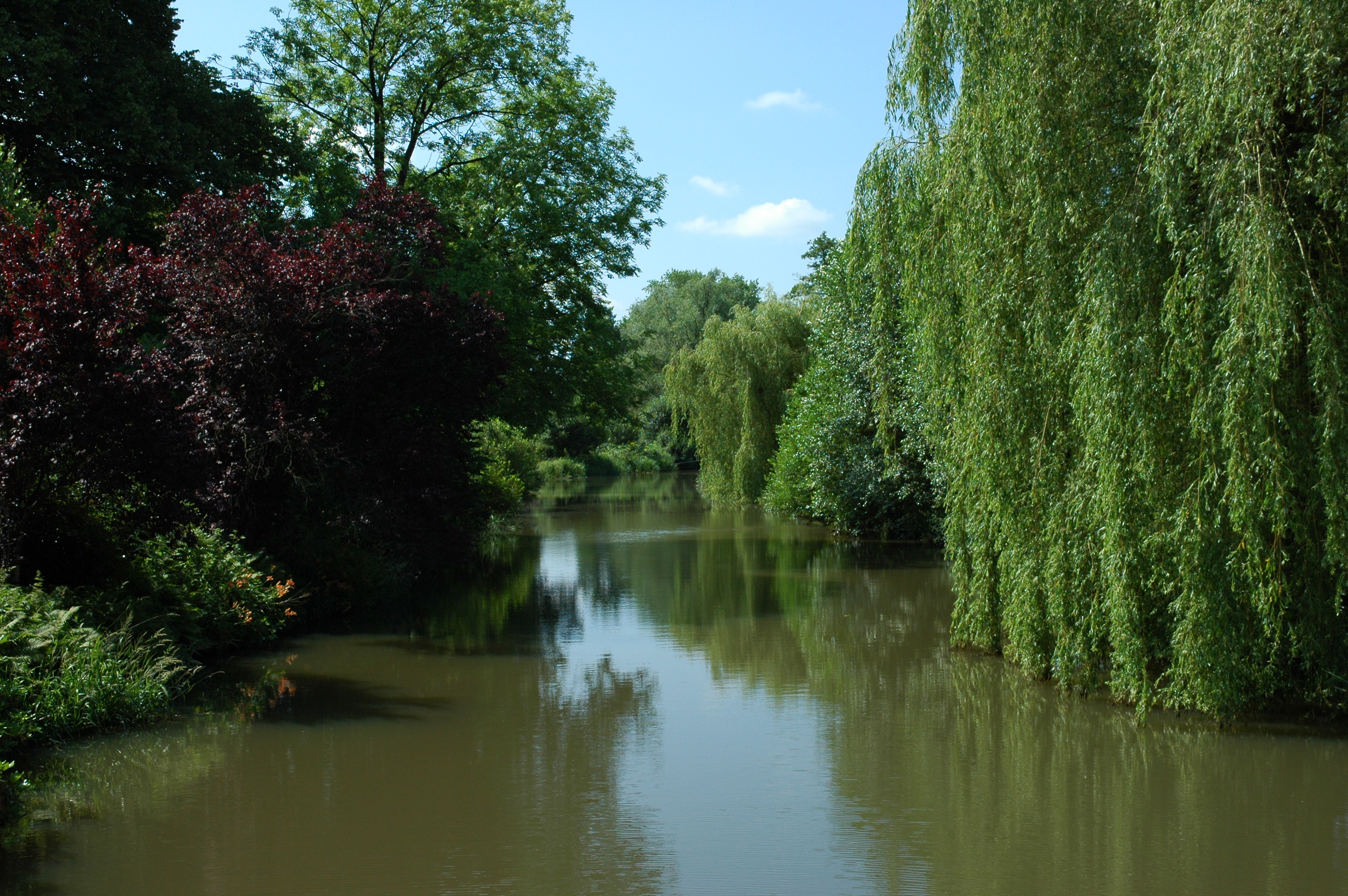
Delme

### Geographische Lage
Hasbergen umfasst den nordöstlichen Teil der Stadt Delmenhorst und liegt auf einem Geestrücken umschlossen von Marschlandschaft. Der Ortsteil liegt in unmittelbarer Nähe zur Westgrenze der Stadt Bremen und etwa 35 Kilometer östlich von Oldenburg. Der Ort wird von der Delme durchflossen, die Ochtum mündet. Durch die niedrige Lage sowie durch den Einfluss der Tide und dem einfließenden Wasser aus dem Oberland ist die Region hochwassergefährdet. Die Gemeindefläche besteht zu etwa 50 % aus Grünland und zu 30 % aus Ackerland; der Rest: Wälder, Gewässer und bebaute Flächen.

### Ehemalige Ortsteile
Die Gemeinde Hasbergen bestand aus den Ortschaften bzw. Bauerschaften: Deichhausen, Sandhausen, Neuendeel, Hasbergen, Schohasbergen, Iprump und Stickgras.

### Landschaft und Ortsbild
Der Ort gliedert sich in drei Bereiche: Mühlenende (Möhlenende) im Westen, Mitteldorf (Mitteldorp) und  Kirchende (Karkende) im Osten. Von der Bebauungsstruktur her gibt es im Mühlenbereich ein Haufendorf, an das sich Richtung Osten ein Straßendorf anfügt. Forschungen lassen vermuten, dass das Haufendorf der ältere Teil ist und das Straßendorf, an dessen Ostende sich die Kirche befindet, durch spätere Besiedlung entstand. Im Bereich der Mühle fließt die Delme von Delmenhorst kommend Richtung Norden zur Ochtum.
Südöstlich von Hasbergen schließen sich die Ortschaften Brückenesch, Schohasbergen, Brandhöfen und Hullen an. Schohasbergen entstand einst als Hollerkolonie in Form eines Reihendorfes. Zum Schutz vor Hochwasser wurden die Höfe auf Wurten errichtet, die auch heute noch erkennbar sind. Die Ortschaften sind im Norden bis zur Ochtum und im Süden bis zur Heidkruger Bäke von Acker- und Weideland umgeben. Weiter südlich erreicht man Tannen und Iprump an der Bremer Heerstraße.
Nördlich von Hasbergen schließen die Ortschaft Neuendeel und etwas weiter westlich das an einem Waldstück gelegene Gut Hemmelskamp an. Rings um die Siedlung weisen zahlreiche Braken auf vergangene Sturmfluten hin. Dieses Landschaftsbild führt sich gen Norden bis Sandhausen fort. Nachbarort Sandhausens ist im Norden Deichhausen, das sich auf dem Übergang zum Marschland in der Wesermarsch befindet. Zudem liegt Deichhausen auf dem Gebiet der früheren Grenzbefestigungen des Stedinger Landes. Der gesamte Siedlungsgürtel von Hasbergen bis Deichhausen wird östlich von einem Deich entlang der Ochtum begleitet.

## Geschichte
Alte Urnengräber und weitere frühgeschichtliche Funde weisen darauf hin, dass bereits während der Steinzeit Menschen die Region besiedelten. Zu Zeiten der Völkerwanderung ließen sich die Sachsen in Nordeuropa nieder und blieben teilweise sesshaft. Ende des 8. Jahrhunderts eroberten die Franken unter Karl dem Großen das Sachsenreich und führten den christlichen Glauben ein. Die Region um Hasbergen wurde dem Bistum Bremen unterstellt.
Ab dem 11. Jahrhundert wurde Bremen zum Handelszentrum. Über Handelswege kamen zahlreiche Einwanderer aus den Niederlanden in die Region und machten die sumpfigen Marschlandschaften rings um Hasbergen besiedelbar. Im Zuge mehrerer Gebietsreformen wurde am 3. September 1142 Hasbergen in einem Besiedelungsvertrag erstmals urkundlich genannt.
Die Stedinger, nordwestlich von Hasbergen angesiedelt, verweigerten Zahlungen an das Erzbistum Bremen, woraufhin der Bremer Erzbischof Gerhard II. die Stedinger als Ketzer verurteilte und zu einem Kreuzzug aufrief. In der Schlacht bei Altenesch im Jahr 1234 wurden die Stedinger vernichtend geschlagen und in den Folgejahren die Grenzorte Ochtum, Deichhausen und Sandhausen an Hasbergen angeschlossen. Nach dem Stedingerkrieg hat man die Schlutterburg wieder aufgebaut und der Gutshof „de Horst“ in den Delmeniederungen wurde zu einer befestigten Burg ausgebaut und 1254 die Grafschaft Delmenhorst erstmals erwähnt.
Um 1142 trennte sich Hasbergen von der Kirchengemeinde Ganderkesee und wurde eine eigenständige Sendgemeinde, der auch die Grafschaft Delmenhorst angehörte. Nach der Errichtung des St. Marien-Kapitels in Delmenhorst 1285 und mit dem Tode des Hasberger Pfarrers Johannes de Siden wurde das Kirchspiel Hasbergen um 1350 der Delmenhorster Kirche unterstellt. In einem Straßenvertrag von 1311 wurde auf Verlangen Delmenhorsts der flämische Handelsweg, der ursprünglich durch Hasbergen nach Bremen führte, nun durch Delmenhorst umgeleitet, was für Hasbergen eine Verschlechterung der Handelsbeziehungen bedeutete. In Hasbergen wurde am Varrelgraben eine Zollstation errichtet. Im Jahr 1380 wurde die St.-Laurentius-Kirche zu Hasbergen geweiht.
1417 wurde die Ortschaft Schohasbergen erstmals erwähnt. Um 1450 ist im Oldenburger Saalbuch erstmals die Wassermühle erwähnt genannt. 1450 übernahm der Raubritter Graf Gerd die Herrschaft über Delmenhorst. Durch häufige Ausraubungen von Kaufleuten brachen die Handelsbeziehungen der Hanse zu Delmenhorst ab. 1463 überfiel, plünderte und Brandschatze Gerd die Gemeinde Hasbergen. Nach zahlreichen Belagerungsversuchen, bei denen auch Hasbergen nicht verschont blieb, gelang es 1482 den Truppen aus den Hansestädten, die Delmenhorster Burg einzunehmen. Graf Gerd wurde ins Exil geschickt und die Grafschaft Delmenhorst geriet unter münsterische Herrschaft.

In einem Eroberungsfeldzug des Grafen Christoph von Oldenburg 1538 wurden weite Teile Delmenhorsts und Hasbergens zerstört. Es wird berichtet, dass dem Feuer etwa 40 Häuser und die Mühle zum Opfer gefallen sein sollen. Vermutlich entstand der Ortsname Brandhöfen aus diesen Ereignissen. 

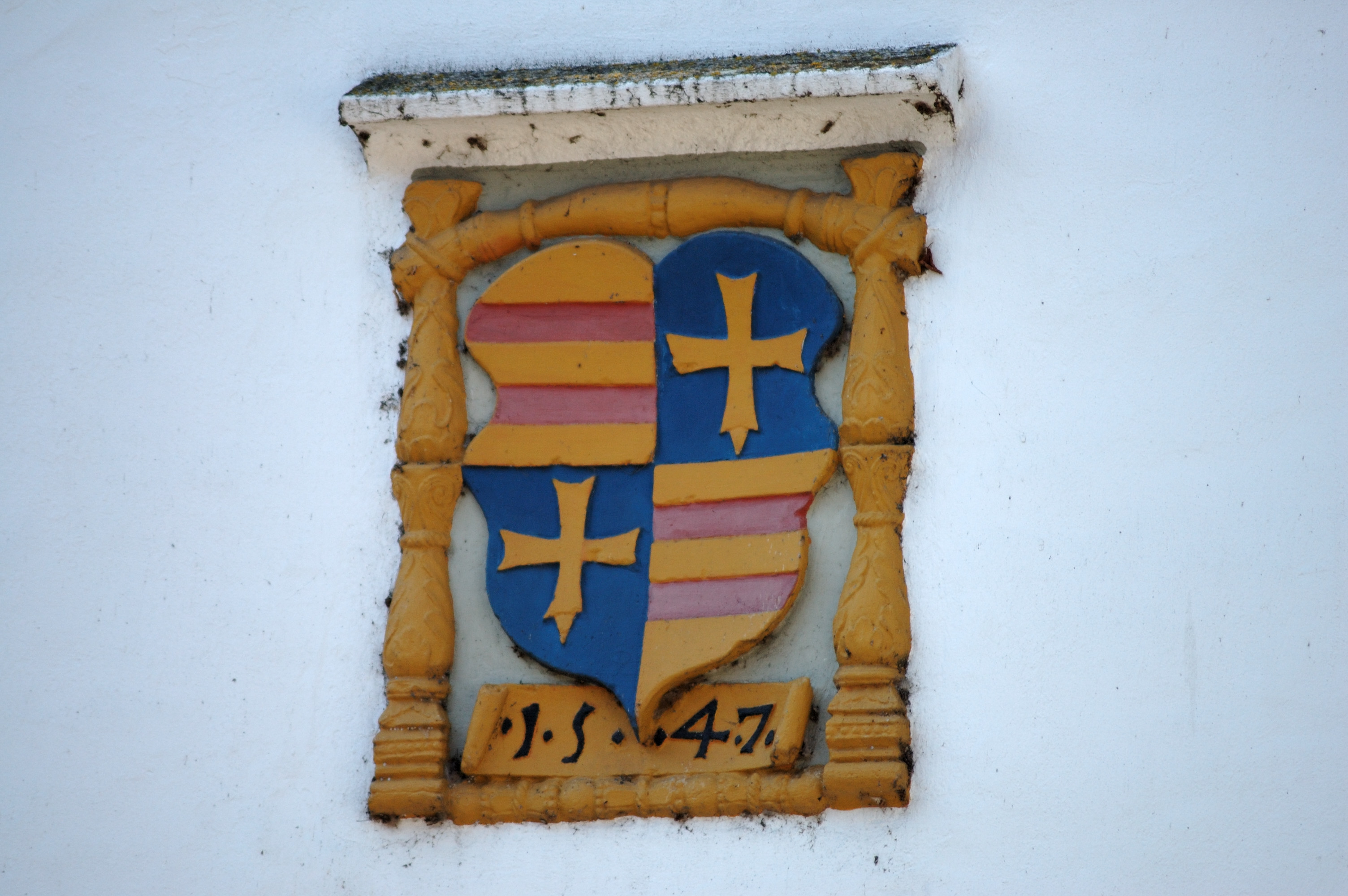
1547: Oldenburger Wappen an der Wand der Wassermühle Hasbergen

 1547 konnte Graf Anton I. von Oldenburg Delmenhorst einnehmen  und der Ort fiel wieder Oldenburg. 1597 trennte sich nach einem Erbstreit Delmenhorst unter der Herrschaft von Graf Anton II. von Oldenburg, kehrte 1647  wieder zurück zur Grafschaft Oldenburg.
Während des Dreißigjährigen Krieges wurde Hasbergen des Öfteren, vor allem aber 1622 und 1623, von Plünderern heimgesucht. 1655 wurden die Kirchspiele Stuhr, Hasbergen, Ganderkesee, Schönemoor und Hude von der Pest befallen. 1667 fielen die Grafschaften Oldenburg und Delmenhorst an das dänische Königshaus. Zu Ende des französischen Eroberungsfeldzuges 1679 wurden weite Landstriche, darunter auch Hasbergen, stark zerstört und geplündert, 1700 passierte dies erneut durch schwedische Armeen im Nordischen Krieg.
Auf Grund von Kriegslasten verpfändete Dänemark 1711 die Grafschaft Delmenhorst für 20 Jahre an das Kurfürstentum Hannover und erhielt sie 1731 wieder zurück. 1773 wurde die Grafschaft Oldenburg-Delmenhorst dem Herzog Friedrich August von Lübeck übertragen und somit Oldenburg zum Herzogtum. Ab Mitte des 18. Jahrhunderts entwickelt sich Hasbergen zu einer Hochburg der Korkschneiderei (Proppensnieder) in Norddeutschland. Zwischen 1811 und 1813 war Delmenhorst von französischen Armeen besetzt. Nach einer Neueinteilung der Verwaltungsbezirke wurde Hasbergen wieder zu einem Kirchspiel im Amt Delmenhorst.
Nach Ende des Ersten Weltkrieges wurde die Energie-Zentrale Hasbergen (EZH) gegründet und die Gemeinde an das Stromnetz angeschlossen. Im März 1927 wurde die Freiwillige Feuerwehr Hasbergen gegründet. Ab 1933 war Hasbergen zusammen mit den Gemeinden Stuhr und Schönemoor die Großgemeinde Hasbergen. Nach dem Zweiten Weltkrieg wurde die Großgemeinde Hasbergen 1948 aufgelöst, die Gemeinde Hasbergen gehörte nun zum Landkreis Oldenburg. Durch eine Gebietsreform wurde Hasbergen am 1. März 1974 in die Stadt Delmenhorst eingegliedert. 1978 wurde die Kreisfreiheit Delmenhorsts bestätigt. Im Jahr 1992 feierte die Gemeinde Hasbergen ihr 850-jähriges Bestehen.

### Entstehung des Ortsnamens
Der Name Hasbergen wurde erstmals 1142 urkundlich erwähnt. u. a. als Hasberche, Hasenberghe, Haspergen und Haßbergen. Zu Ende des 15. Jahrhunderts gab es auch die Bezeichnung Kerkhasbergen, um sich von Schadehasbergen, dem heutigen Schohasbergen zu unterscheiden.

Für den Namen Hasbergen gibt es verschiedene Deutungen. Eine Sage aus der Sagensammlung von Ludwig Strackerjan von 1867 findet dabei die weiteste Verbreitung. Danach habe sich während einer Sturmflut ein Pferd mit Fohlen, von einer Wolfsmeute verfolgt, durch die Fluten auf einer Anhöhe in Sicherheit gebracht. Auf der besagten Anhöhe befindet sich heute die Kirche.
Der Name Hasbergen setzt sich demnach aus dem Wortteil „Has“, was sich vom englischen Horse (= Pferd) ableitet sowie aus „Berg“ zusammen. Bezieht man sich auf die Plattdeutsche Bezeichnung „Hasbargen“, so kann sich der zweite Wortteil auch von „sich bergen“ ableiten, da sich die Pferde vor den Wölfen bargen.
Der Name Hasbergen ist des Weiteren in einer Ortschaft südlich von Osnabrück sowie mit ß geschrieben in einem Dorf bei Nienburg wiederzufinden.

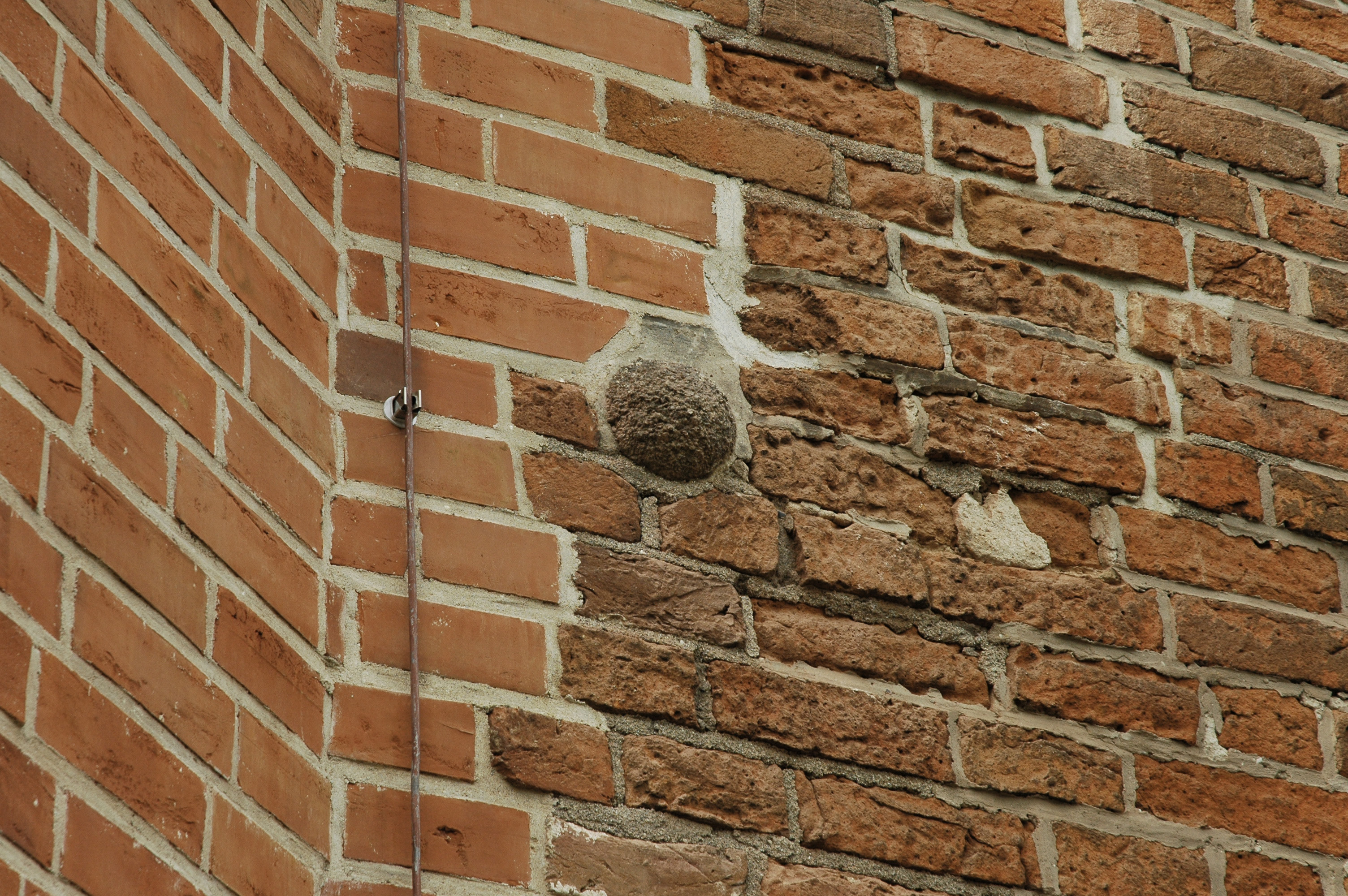
Kanonenkugel in der Kirchenmauer

### Steller Kirchentür
Etwa zwischen 1230 und 1400 gab es im Bremer Vieland ein Dorf namens Stelle. Die Steller waren in Hasbergen nicht gern gesehen und so entschied man sich, in die Nordwand der Kirche eine eigene Eingangstür für Besucher aus Stelle zu integrieren. Diese Tür war jedoch so niedrig, dass die Steller sie nur mit (ehrfürchtig) gesenktem Haupt betreten konnten. Nach zahlreichen Umbau- und Renovierungsmaßnahmen ist die ehemalige Kirchentür nicht mehr vorhanden.

### Sagen um die Kirchenglocken
Eine weitere Sage handelt von den Glocken im Hasberger Kirchturm. Nach dieser Legende habe einst der Teufel dem Küster gesagt, er solle um Mitternacht die Kirchenglocken (eine der drei Glocken war ungeweiht) läuten. Als sich der Küster weigerte, tat dies der Teufel in der Nacht selbst. Vom Küster überrascht floh der Teufel mit der ungeweihten Glocke und versenkte sie im Thölenmeer bei Hasport, wo sie noch immer auf dem Grund liegen soll.

### Kanonenkugel in der Kirchenmauer
Im 17. Jahrhundert wurde die Kirche von Bremer Kanonen beschossen. Der Sage nach geschah dies, weil die Bremer die Kirchenglocke begehrten, die Hasberger sie jedoch nicht hergeben wollten. Eine Kanonenkugel flog dabei in die Kirchenwand, eine weitere soll die Glocke getroffen und diese in den See bei Hasport geschleudert haben. Die Erzählung stellt eine weitere Vermutung über den Verbleib der Kirchenglocke dar. Zur Erinnerung an dieses Ereignis hat man die Kugel in die Chorwand eingemauert.

### Sturmflut 1962

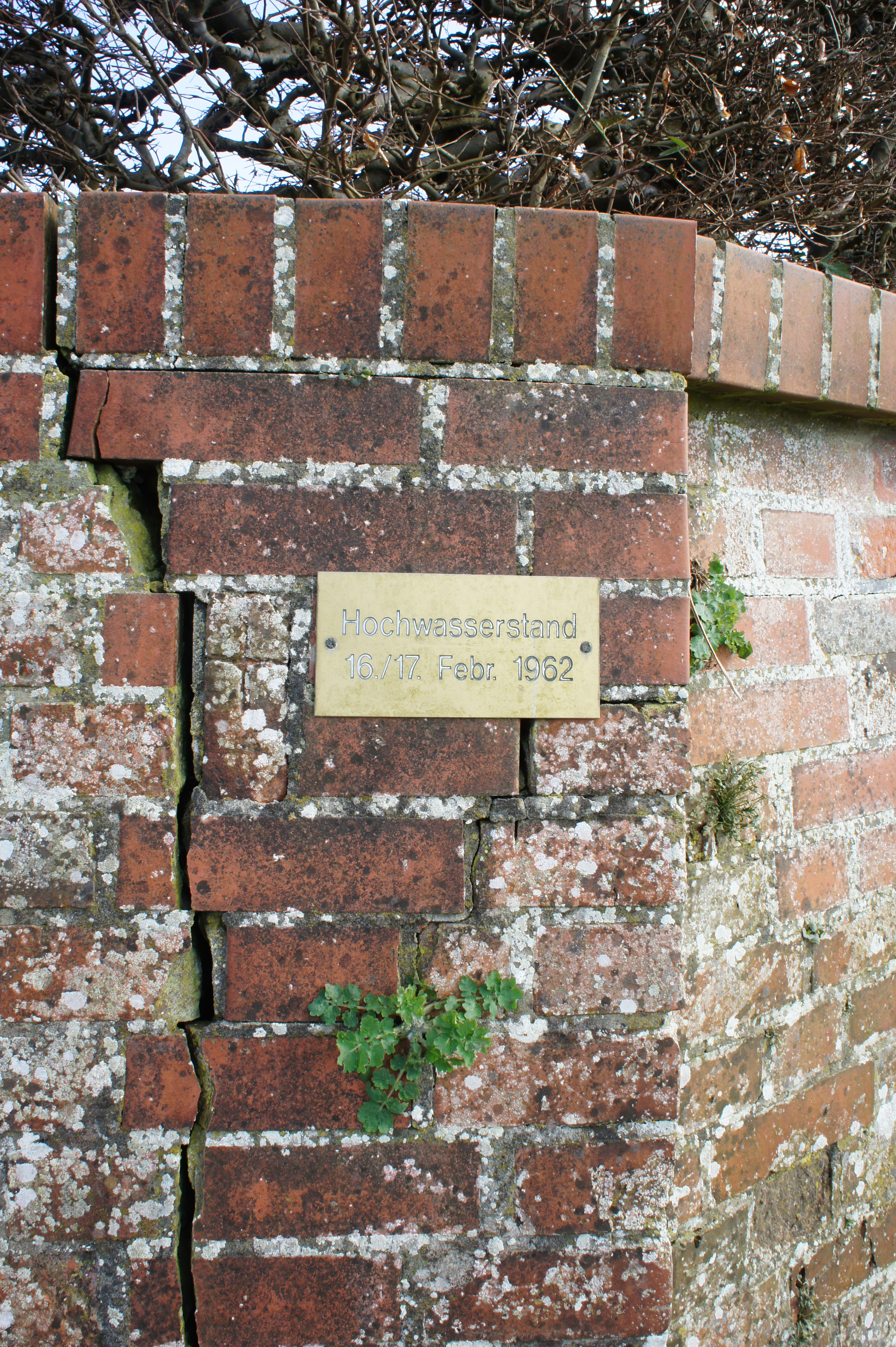
Hochwassermarke an der Friedhofsmauer

Die Sturmflut 1962 richtete im Bereich der damaligen Gemeinde Hasbergen schwere Schäden an und führte zur Überflutung eines Großteils des Gemeindegebiets.  Menschenleben waren nicht zu beklagen, allerdings drang das Wasser auf Grund unzureichend hoher Wurten in Ställe und Wohngebäude ein und führte zu Viehverlusten. Überflutet wurde auch die Friedhofsmauer sowie der Stau der Wassermühle an der Delme. Die Verbindungsstraße vom Ortsteil Deichhausen nach Bremen-Strom wurde vollständig zerstört. Der höchste Wasserstand im Ort wurde in den frühen Morgenstunden des 17. Februars 1962 mit +4,43 Meter über NN an der Varreler Bäke im Ortsteil Iprump festgestellt.

## Politik

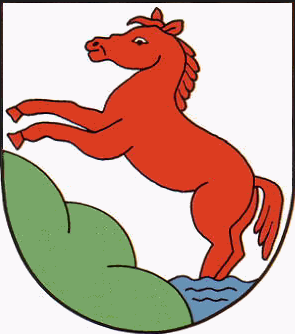
Wappen der ehemaligen Gemeinde Hasbergen

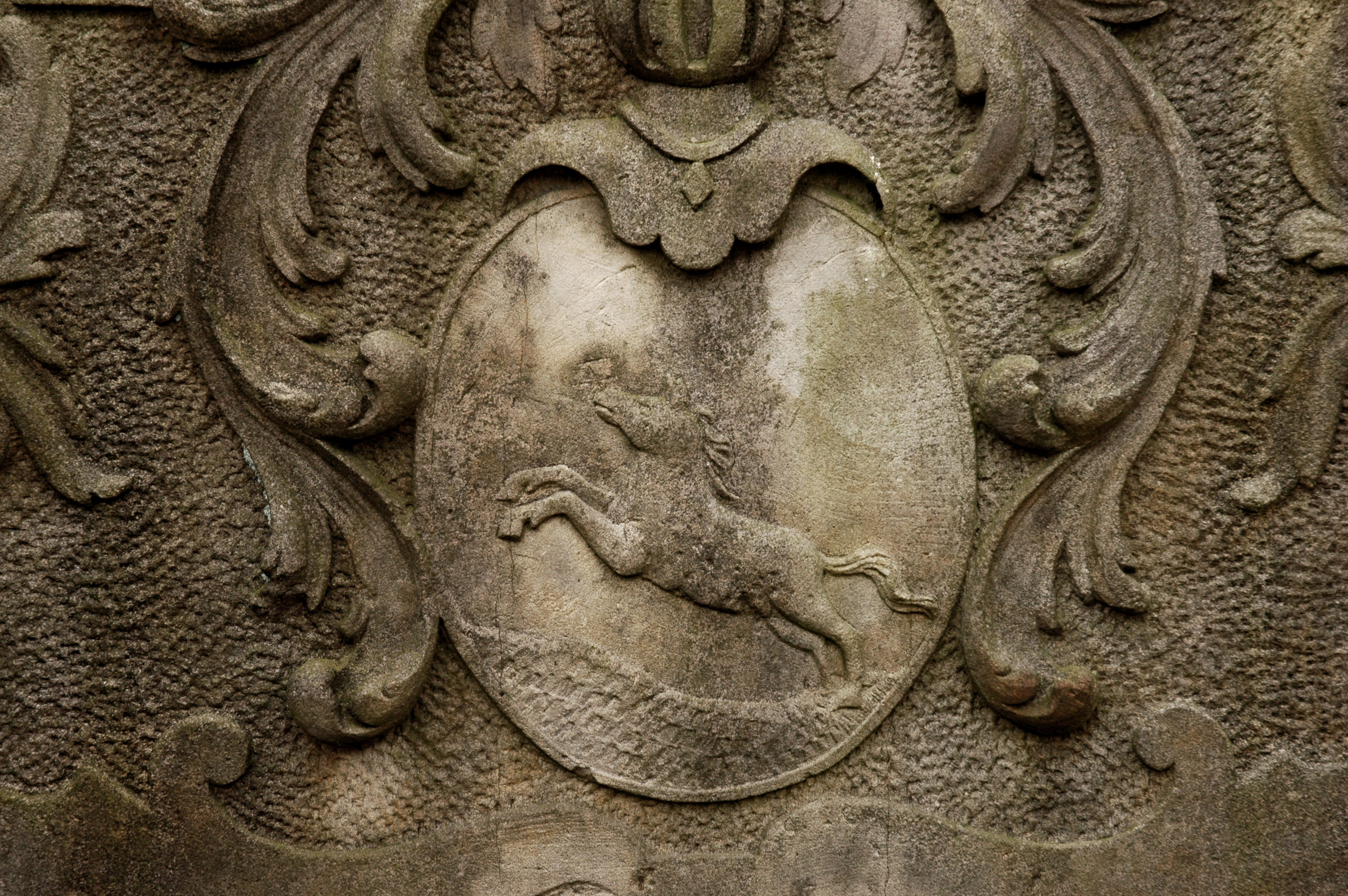
Familienwappen der Familie Plate

### Ortsrat
Seit der Eingliederung im Jahr 1974 ist Hasbergen ein Ortsteil der kreisfreien Stadt Delmenhorst und wird von Delmenhorst aus verwaltet. Hasbergen ist dabei der einzige Delmenhorster Ortsteil, der einen eigenen Ortsrat wählt. Der Ortsrat wurde im Zuge der Eingemeindung als Ersatz für den Hasberger Gemeinderat eingerichtet, um den Hasbergern bestimmte Mitentscheidungs- und Anhörungsrechte in politischen Fragen, die das Dorf betreffen, einzuräumen. Der Ortsrat besteht aus 13 Ratsmitgliedern, die alle fünf Jahre direkt gewählt werden. Vorsitzender ist der Ortsbürgermeister, den der Ortsrat aus seiner Mitte wählt.

### Ortsbürgermeister
- Wolfhard Köhler (CDU): seit 2014
- Friedrich Tönjes (CDU): 2006–2014

### Wappen
Das ehemalige Wappen der Gemeinde Hasbergen findet auch heute noch als Erkennungszeichen Verwendung. Bis in die 1930er Jahre hinein hatte die Gemeinde kein eigenes Wappen. Da man sich in der Zeit des Nationalsozialismus gegen das Hoheitszeichen der NSDAP wehrte, suchte man nach einer Alternative und besann sich dabei auf einen auf dem Hasberger Friedhof befindlichen Grabstein der Familie Borchert Plate (um 1743), der das Bildnis eines Pferdes trägt, das aus dem Wasser auf eine Anhöhe springt. Über die Entstehung dieses Familienwappens ist nichts bekannt, jedoch sind deutliche Parallelen zur alten Sage unverkennbar. Man entschied sich, das Motiv auf dem künftigen Gemeindewappen abzubilden.

## Kultur, Sehenswürdigkeiten, Infrastruktur

### Architektur
Das Ortsbild Hasbergens und der umliegenden Bauerschaften wird neben der Landschaft vor allem auch durch die Architektur der Bauwerke bestimmt. Zwischen den normalen Wohnhäusern findet sich eine Vielzahl an alten Bauernhöfen mit Fachhallenhäusern. Dieser Gebäudetyp, auch Niedersachsenhaus genannt, entstand etwa ab dem 13. Jahrhundert und ist im norddeutschen Raum verbreitet. Es sind sogenannte Einhäuser, welche Wohnstätte und Stallungen in einem Bau vereinen. Einige dieser Höfe in Hasbergen sind bereits mehrere Hundert Jahre alt und stehen unter Denkmalschutz.

Die Hasberger Dorfstraße ist die Hauptstraße des Ortsteiles mit vielen denkmalgeschützten Häusern.

### Sehenswürdigkeiten

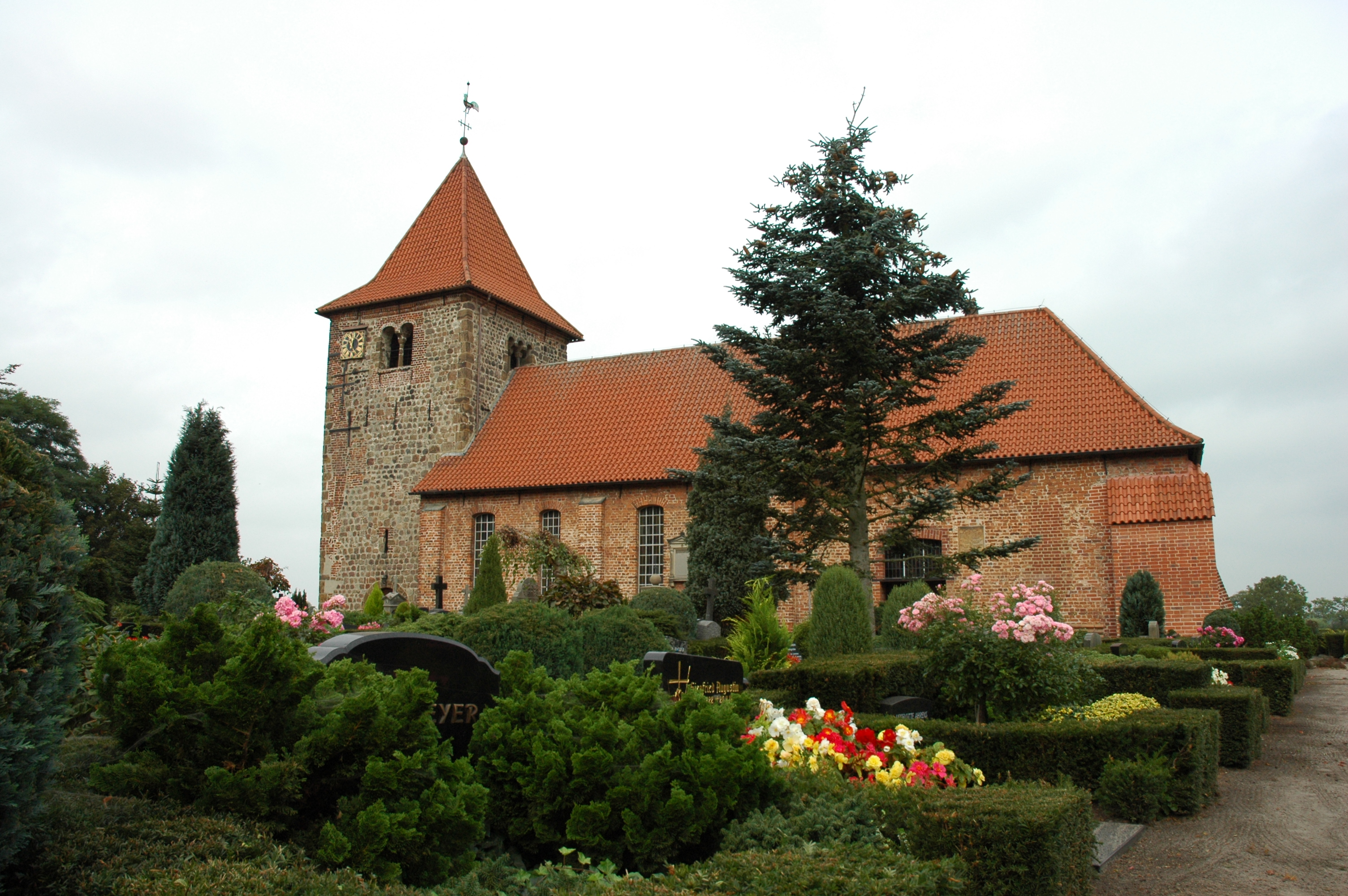
St.-Laurentius-Kirche zu Hasbergen

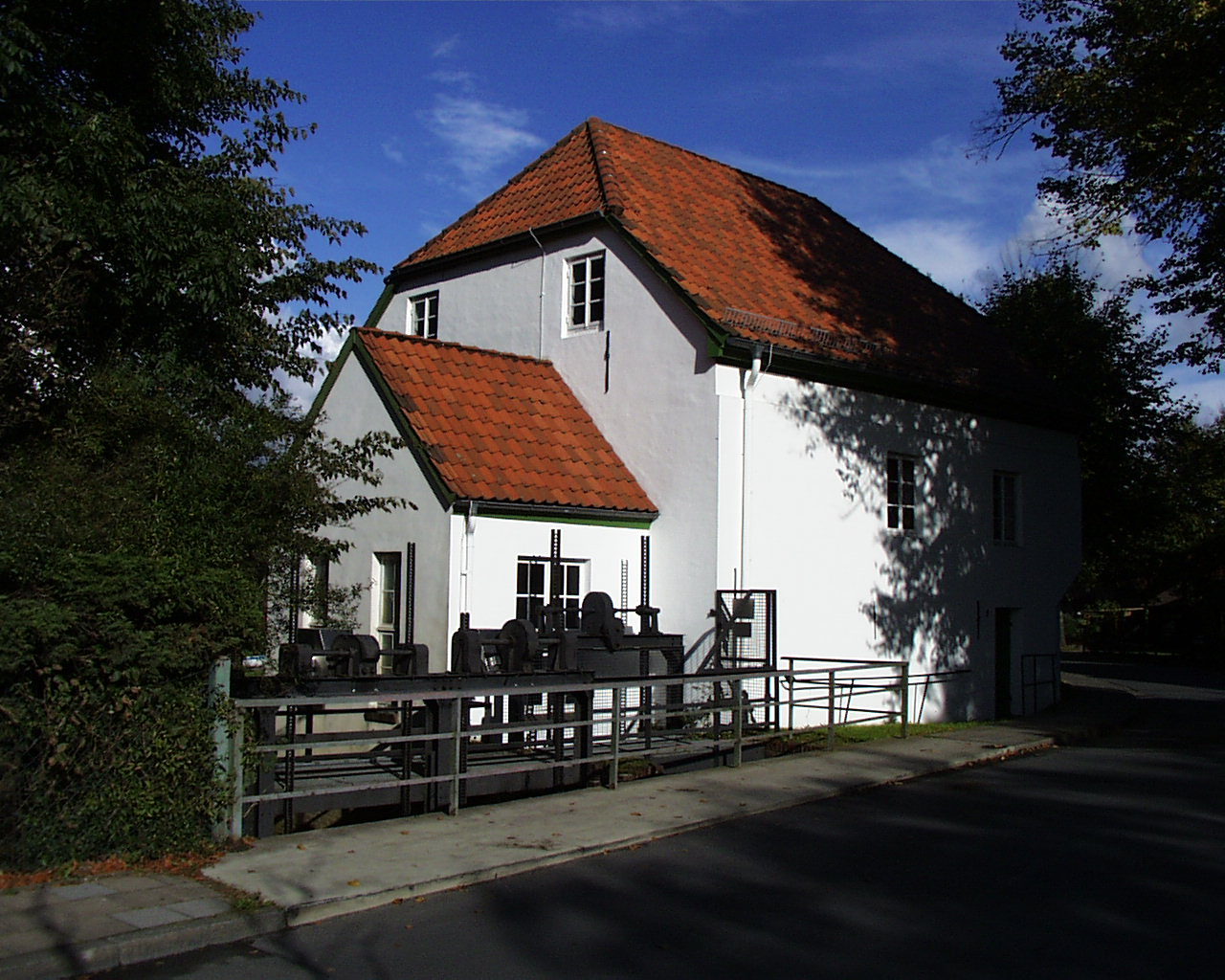
Museumsmühle Hasbergen

#### St.-Laurentius-Kirche zu Hasbergen
Die St.-Laurentius-Kirche zu Hasbergen wurde 1380 dem Heiligen Laurentius geweiht. Einem eindeutigen Baustil lässt sie sich nicht zuordnen, da sie sich im Wandel der Zeit durch häufige Wiederaufbauten und Umbaumaßnahmen ständig verändert hat. Das Bauwerk besteht aus einem Kirchenschiff mit Satteldach und geradem Choranbau und einem quadratischen Kirchturm, der an der Westseite anschließt. Das Kirchenschiff misst im Inneren 24,20 m in der Länge und 7,25 m in der Breite. Der Turm hat eine Innenfläche von 4,50 mal 4,50 m.
An der Chorwand ist eine Kanonenkugel eingemauert. Sie erinnert an die Beschießung der Kirche durch Bremer Kanonen im 17. Jahrhundert. Im Jahr 1912 wurde bei Renovierungsarbeiten der Grabstein des ersten Pfarrers der Gemeinde, Johannes de Siden, freigesetzt. Dieser Stein ist der älteste bisher gefundene Grabstein in Norddeutschland.

#### Museumsmühle Hasbergen
Die Wassermühle an der Delme ist Wahrzeichen und seit 1991 ein Museum und des Dorfes. Sie wurde erstmals im um 1450 erwähnt, brannte 1538 ab und wieder aufgebaut.  1986 wurde der Mühlenbetriebes eingestellt.

### Vereine und Einrichtungen
- Freiwillige Feuerwehr Hasbergen, 1927 gegründet. Erster Hauptmann war der Lehrer Theodor Meyer. Seit 1974 gehört die Feuerwehr Hasbergen zur Freiwilligen Feuerwehr Delmenhorst und hat den nördlichen Löschbezirk der Stadt als Einsatzgebiet.
- Die Dörfergemeinschaft Hasbergen widmet sich dem kulturellen und sozialen Bereich der Gemeinde. Neben der Organisation von Veranstaltungen beteiligt sich die Dörfergemeinschaft auch an Projekten zur Gestaltung der Gemeinde und betreut die Museumsmühle.
- Der Hasberger Verkehrsverein wurde 1996 ins Leben gerufen, um die Organisation des seit der 850-Jahr-Feier 1992 stattfindenden Hökermarktes zu übernehmen. Zusätzlich veranstaltet der Verkehrsverein regelmäßige Dorfführungen.
- Weitere Vereine und Einrichtungen sind u. a. der Schützenverein Neuendeel, der Sportverein TuS Hasbergen und der Kanu-Club Hasbergen. Zudem unterhält die Kirche einen Bläserkreis und einen Chor und bietet Kinder- und Jugendbetreuungen an.

### Kirchen
Die evangelisch-lutherisch Kirchengemeinde Hasbergen und besteht aus den Gemeindebezirken Hasbergen, Stickgras und Bungerhof. Sie gehört zur evangelisch-lutherischen Kirche in Oldenburg. Jeder Gemeindebezirk hat eine eigene Kirche. In Hasbergen steht die St.-Laurentius-Kirche, in Bungerhof die Emmaus Kapelle und in Stickgras die Lutherkirche.

### Regelmäßige Veranstaltungen
Der jährlich stattfindende Hökermarkt wurde 1992 im Zuge der 850-Jahr-Feier des Dorfes zum ersten Mal veranstaltet. Er erstreckt sich über die gesamte Länge der Hasberger Dorfstraße und verzeichnet jedes Jahr etwa 20.000 Besucher.

## Sonstiges
Mitte der 1990er Jahre wurde eine Folge der Talkshow Talk op Platt des NDR aus Hasbergen übertragen.